# Myrmecocystus mexicanus
Myrmecocystus mexicanus Wesmael, 1838 è una formica della sottofamiglia Formicinae, diffusa nel sudovest degli Stati Uniti e in alcune zone del Messico.